# Tordos
Tordos (románul: Turdaș vagy Tordoș, németül: Thorendorf, szászul Tordeš) falu Romániában, Erdélyben, Hunyad megyében.

## Fekvése
Szászvárostól hat kilométerre nyugatra, a Maros bal partján fekszik.

## Nevének eredete
Az ómagyar Turdos személynévből való. 1333-ban Tordas, 1733-ban Tordos, 1750-ben Tardos, 1808-ban Thordás alakban jegyezték fel.

## Története
A vinča–tordosi kultúra egyik névadója. újkőkori leleteinek feltárását 1875-ben Torma Zsófia kezdte meg.
Kezdetben szászvárosszéki szász település volt. A törökök 1421-ben és 1432-ben is pusztították, majd Ali bég 1479-ben teljesen kiirtotta lakosságát. Ezután magyarokkal népesült be, a 16. században magyar falunak írták. Az ezt követő kétszáz évben azonban a románság került túlnyomó többségbe. Benkő József „nagy román falu”-ként említette. A szász lutheránus püspökségnek alárendelt református magyar anyaegyházát nem a földesurak tartották fenn, hanem a román lakosság tizede, amelyet a Szászföldön kialakult szokás szerint a protestáns lelkésznek fizettek. A kicsiny létszámú református egyházközség Erdélyben a leggazdagabbnak számított. A lelkész fizetését 1877-ben a hatvanezer forintos tizedkárpótlási alap kamata képezte, emellett az eklézsia 150 holdas birtokával is gazdálkodhatott. A hívek vallásváltoztatással fenyegetőztek, ha taksás földjeik után az egyház helyett nekik maguknak kellene fizetniük az állami adókat. Bár az egyház folyamatosan iskolát tartott fenn, ahol a szászvárosi kollégium felsőbb éves növendékei is oktattak, már a 19. század elején túlsúlyba került körükben a román nyelvhasználat. 1766-ban ötven református férfit és harminc asszonyt írtak össze, Kazinczy Ferenc 1816-ban hét háznépre tette a gyülekezet létszámát. Péterfy Károly 1846–49-ben óvodát tartott fenn a településen. Az egyházközség 1885-ben került ki az evangélikus felügyelet alól.
1775-ben 161 adózó család lakta. Az októberi diploma után, 1861-ben a románt nyilvánította hivatali nyelvéül. 1876-ban a megszüntetett Szászvárosszéktől Hunyad vármegyéhez csatolták. A két román felekezet papjának megállapodását követően 1898-ban közös ortodox–görögkatolikus iskolája létesült.
1910-ben 641 lakosából 516 volt román és 123 magyar anyanyelvű; 280 ortodox, 237 görögkatolikus, 108 református és 15 római katolikus
2002-ben 501 lakosából 468 volt román, 25 magyar és 8 cigány nemzetiségű; 407 ortodox, 59 görögkatolikus és 23 református vallású.

## Látnivalók
- A református templom a 16. században, az ortodox templom 1774-ben épült.

## Híres emberek
- Itt született Tordasi Pál, az erdélyi románok második református püspöke.
- 1810-től haláláig, 1816-ig itt szolgált református lelkészként Sipos Pál matematikus, Kant első magyar tanítványa.
- Itt született 1875-ben Aurel Vlad politikus.

## Képek

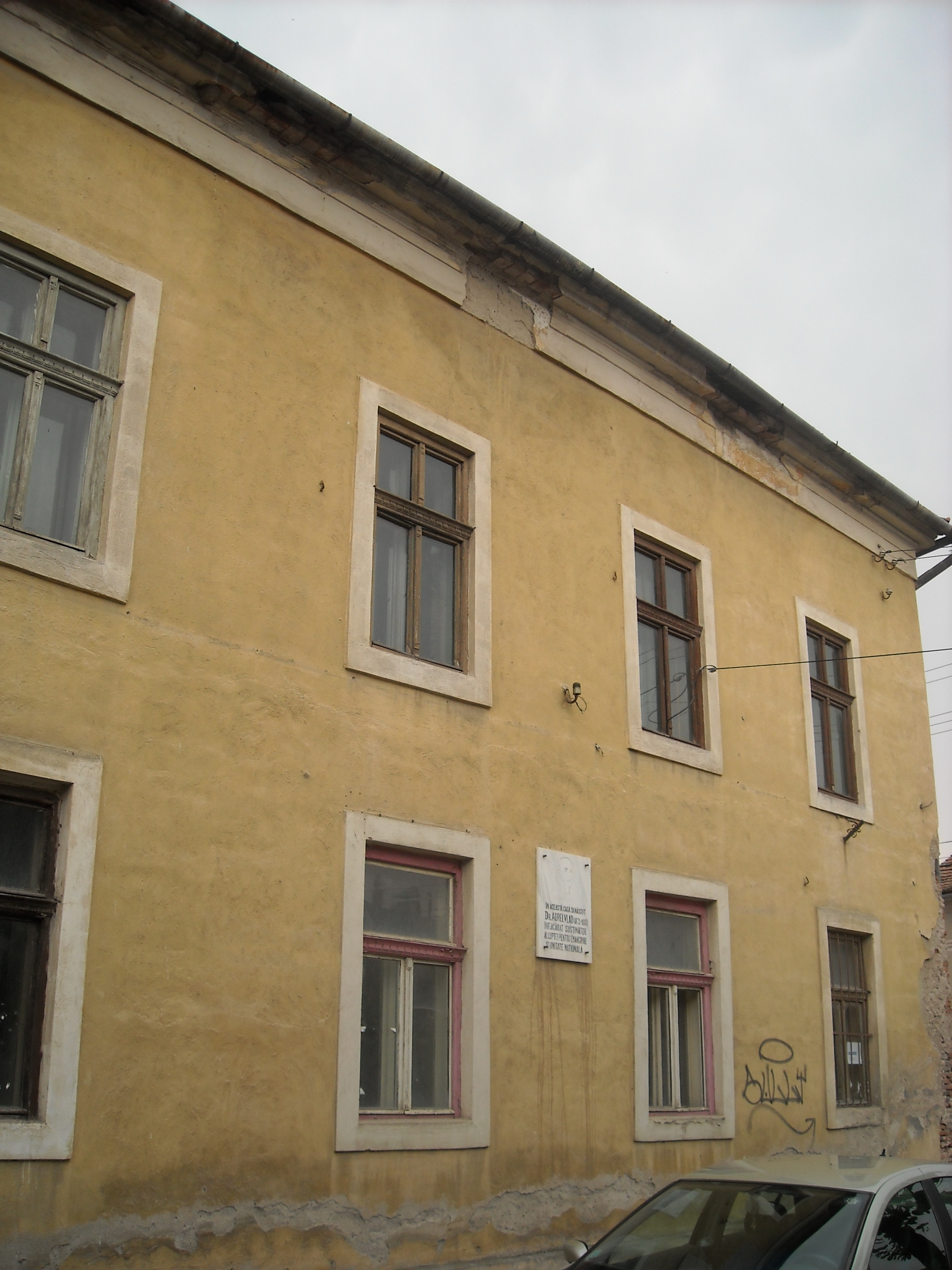
Aurel Vlad szülőháza
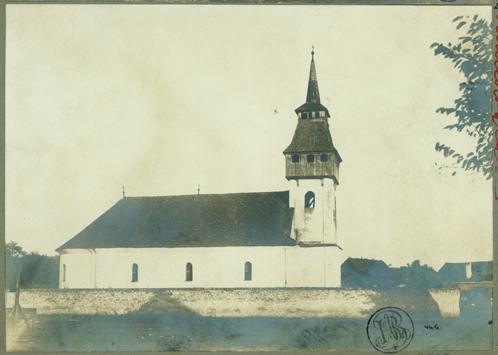
A görögkatolikus templom
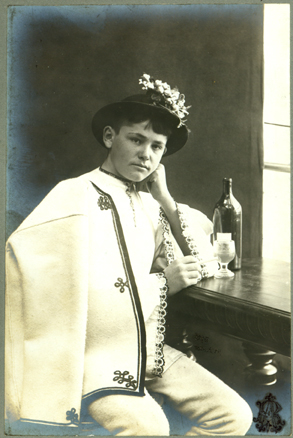
Tordosi viseletek
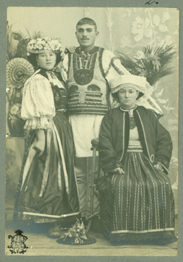
(Adler Lipót felvételei a 20. század elejéről)